# Vedad Ibišević
Vedad Ibišević (Vlasenica, 6 de agosto de 1984) é um ex-futebolista profissional bósnio, que atua como atacante. Atualmente joga pelo Schalke 04.

## Carreira

### Início
Devido à Guerra Civil Iugoslava, mudou-se com a família para os Estados Unidos, começando sua carreira futebolística neste país. Um compatriota, Vahid Halilhodžić, ex-grande jogador da antiga Iugoslávia, o descobriu no futebol estadunidense e o levou em 2004 para a equipe que treinava à época, o Paris Saint-Germain.
Ibišević, em sua primeira temporada europeia, entretanto, jogou pouco, perdendo de vez espaço no PSG após a saída de Halilhodžić em 2005. Continuou na França por mais uma temporada, como jogador do Dijon, onde teve desempenho razoável. Dali foi para o futebol alemão, primeiro no Alemannia Aachen, depois no Hoffenheim, onde chegou em 2007.

### Hoffenheim
No Hoffenheim, conquistou a segunda divisão alemã em sua primeira temporada na modesta equipe, turbinda por investimentos milionários. Ainda assim, foi apenas no primeiro turno da Bundesliga de 2008/09 que despontaria internacionalmente, ao ser o goleador do campeonato, com dezenove gols nas dezoito primeiras partidas.
Porém, uma séria lesão no início de 2009 o fez perder o resto da temporada e comprometeu a campanha do time, até então líder do campeonato. O Hoffenheim acabaria perdendo não só o título, como também vaga nas copas europeias.

## Seleção Nacional
Ibišević só começou a ter oportunidades na Seleção Bósnia em 2007. Ao lado de outras revelações bósnias da Bundesliga 2008/09, Edin Džeko e Zvjezdan Misimović (campeões por outra surpresa, o Wolfsburg), fez parte de boa campanha da Bósnia nas Eliminatórias para a Copa do Mundo de 2010, a ocasião em que o país foi mais longe, conseguindo lugar nas repescagens. Entretanto, os eslavos acabariam eliminados por Portugal, após duas derrotas.

### Gols pela seleção nacional
Ibišević fez história no dia 15/06/2014, fazendo o primeiro gol em copa da seleção da Bósnia.
| #  | Data                   | Local                          | Adversário | Gol | Resultado | Competição                                               |
| -- | ---------------------- | ------------------------------ | ---------- | --- | --------- | -------------------------------------------------------- |
| 1. | 13 de outubro de 2007  | Maroussi, Grécia               | Grécia     | 2-3 | 2-3       | Qualificações para Campeonato Europeu de Futebol de 2008 |
| 2. | 19 de novembro de 2008 | Maribor, Eslovênia             | Eslovênia  | 1-0 | 4-3       | Amistoso                                                 |
| 3. | 19 de novembro de 2008 | Maribor, Eslovênia             | Eslovênia  | 4-1 | 4-3       | Amistoso                                                 |
| 4. | 10 de outubro de 2009  | Tallinn, Estônia               | Estónia    | 2-0 | 2-0       | Eliminatórias da Copa do Mundo FIFA de 2010 - Europa     |
| 5. | 3 de março de 2010     | Sarajevo, Bósnia e Herzegovina | Gana       | 1-1 | 2-1       | Amistoso                                                 |
| 6. | 10 de agosto de 2010   | Sarajevo, Bósnia e Herzegovina | Catar      | 1-0 | 1-1       | Amistoso                                                 |
| 7. | 8 de outubro de 2010   | Tirana, Albânia                | Albânia    | 1-0 | 1-1       | Qualificações para Campeonato Europeu de Futebol de 2012 |
| 8. | 15 de junho de 2014    | Rio de Janeiro, Brasil         | Argentina  | 1-2 | 1-2       | Copa do Mundo FIFA de 2014                               |